# Galea (chi chuột lang)
Galea là một chi động vật có vú trong họ Caviidae, bộ Gặm nhấm. Chi này được Meyen miêu tả năm 1832. Loài điển hình của chi này là Galea musteloides Meyen, 1832.

## Hình ảnh

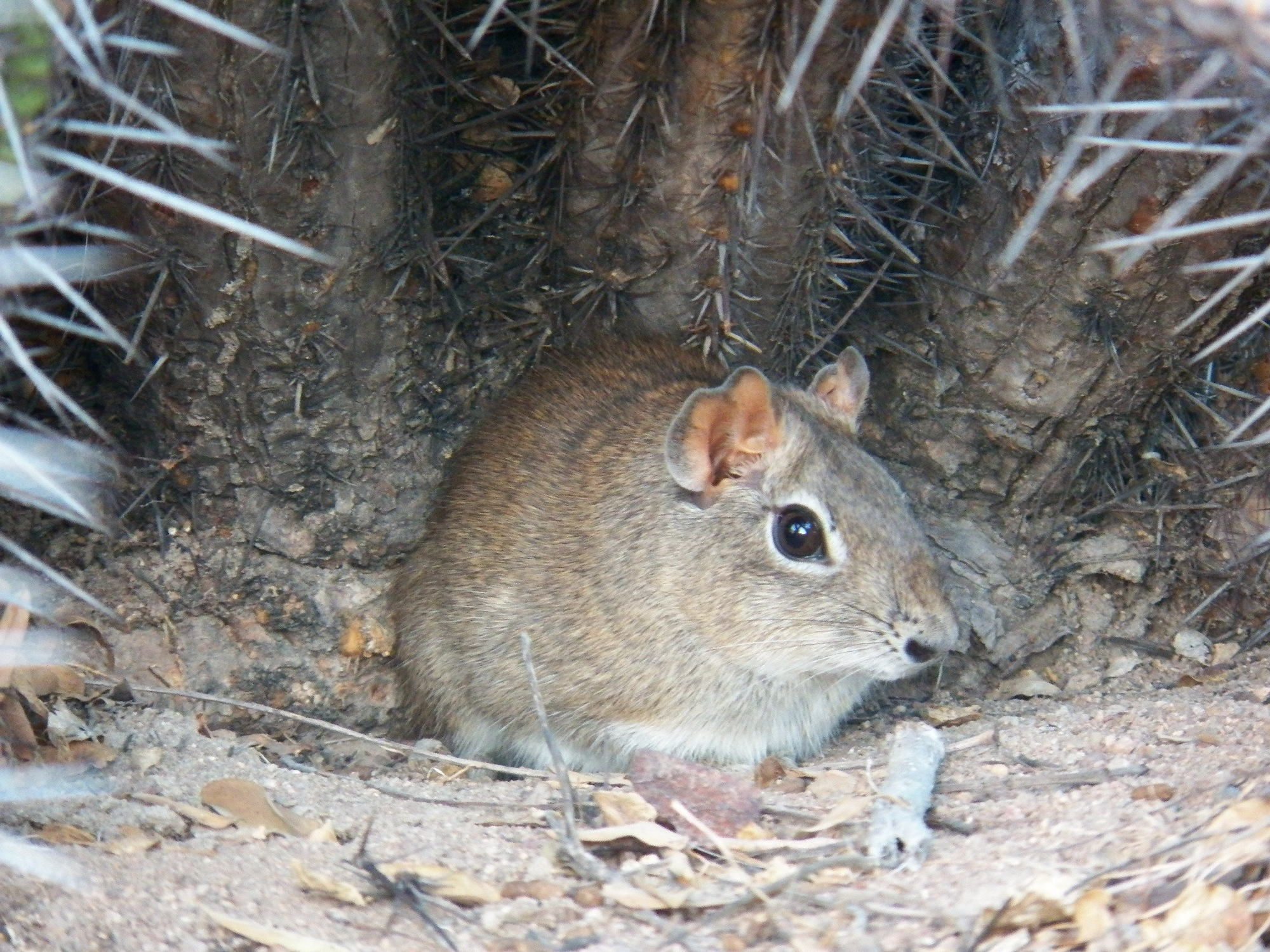

## Các loài
Chi này gồm các loài:
- Galea flavidens
- Galea monasteriensis
- Galea musteloides
- Galea spixii